# Sällskapet för svenska kvartettsångens befrämjande

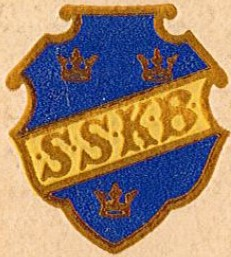
SSKB:s heraldiska sköld.

Sällskapet för Svenska kvartettsångens befrämjande (SSKB) bildades 1883 och hade som ändamål att uppmuntra inhemsk komposition av flerstämmiga sånger för mansröster – manskvartetter. Sällskapet anordnade en årlig kompositionstävling där bidragen granskades av en prisnämnd med tre sakkunniga personer. Förutom de prisbelönade kompositionerna förvärvade sällskapet andra kvartetter som befanns intressanta, vilka sedan spreds till ledamöterna och allmänheten via det årligen utgivna kvartetthäftet. Sällskapet upphörde 1967.

## Bildandet 1883

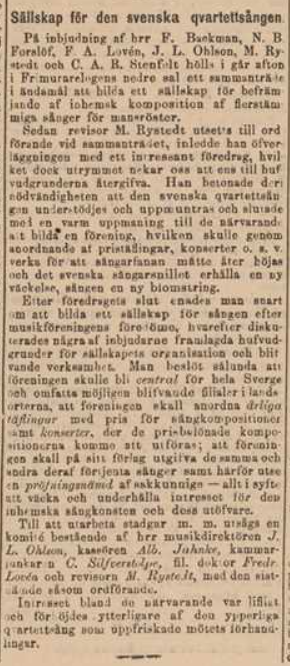
Notis i Dagens Nyheter 3 november 1883 om tillblivelsen av ett nytt sällskap för den svenska kvartettsången

Sällskapet bildades den 2 nov. 1883 i Stockholms på initiativ av hovkamrer Melcher Rystedt. Om sällskapets bildande och vilka personer som var involverade beskrivs i minnesskriften:
| ”                 | Initiativtagare till sällskapets bildande voro alltså den kände kassaskåpssfabrikanten och framstående tenorsångaren Fritz Backman, den utmärkte andre basen postmästaren Bernhard Forslöf, jägmästaren, fil. doktor Fredr. Lovén, musikdirektören och pianohandlaren Ludvig Ohlson, revisorn i statskontoret Melcher Rystedt och bassångare, posttjänstemannen Ryno Stenfelt. Bland dem som fingo i uppdrag att utarbeta stadgar, märktes vidare Albert Jahnke, den förträfflige andre basen, och andre tenoren Karl Silverstolpe, sedermera justitieråd och preses för Musikaliska Akademin. | „ |
| – minnesskriften: | |   |

## Historia

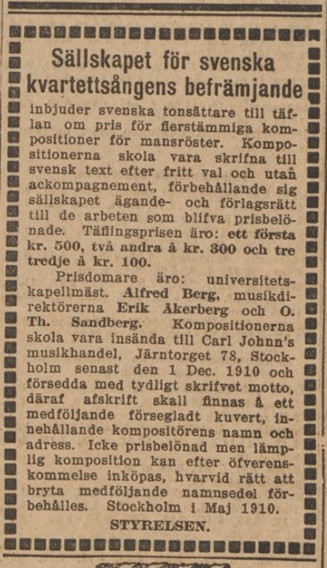
Exempel på en annons för sällskapets kompositionstävling från 1910.

Prisdomare det första året (1885) var Gunnar Wennerberg varefter många namnkunniga personer följde såsom Otto Olsson, Wilhelm Stenhammar, Hugo Alfvén, Wilhelm Peterson-Berger David Wikander, Sara Wennerberg-Reuter, Lars-Erik Larsson och Einar Ralf. Första pris utdelades mycket sällan. Faktiskt enbart två gånger (1886 och 1890) och båda gångerna till samma tonsättare, August Körling. Vissa år utdelades inga pris över huvud taget då de inkomna förslagen inte ansågs uppnå tillräcklig nivå. Som mest fick tävlingen ett år in 111 bidrag (1931). Vid sällskapets allmänna årsmöte på våren sjöngs de prisbelönta kvartetterna. Kompositionerna skulle vara skrivna till svensk text a cappella, försedda med tydligt skrivet motto. Antalet ledamöter skall som flest ha varit kring 2000 personer och upplagan var som störst (2800 ex) i början av 1920-talet. Sällskapets högste beskyddare var Oscar II och sedermera även Gustaf V.
25-årsjubileet firades den 23 maj 1908 med en konsert på Musikaliska Akademien. På konserten framträdde. Bellmanskören, Par Bricolekören. Sångsällskapet "Sjung!, sjung!" samt Stockholms Studentsångarförbund. Banketten hölls samma kväll på Hasselbacken.
50-årsjubileet firades den 2 november 1933 med en konsert i Musikaliska Akademien under medverkan av Stockholms Studentsångarförbund. Banketten hölls på Strand Hotell.
60-årsjubliéet firades den 2 november 1943 med konsert i Konserthusets stora sal med Stockholms Studentsångarförbund med efterföljande bankett på Sportpalatset.
Under de 84 år sällskapet verkade publicerades och utgavs totalt 664 kvartetter i 71 häften. De mest spridda av dessa kompositioner torde vara Wilhelm Peterson-Bergers På fjället i sol (från En Fjällfärd, häfte 8), Herman Palms Under rönn och syrén ("Blommande sköna dalar", häfte 11), David Wikanders Kung liljekonvalje (häfte 33) och Dofta, dofta vit syrén (häfte 30) samt Ivar Widéens, Serenad (Tallarnas Barr, häfte 20)
Sällskapet upphörde 1967 och dess kvarvarande tillgångar lämnades till Musikaliska Akademien. Sista inbjudan i dagspressen om kompositionstävlingen återfinns hösten 1956. Sällskapets häften utkom tom 1964.
Sällskapets arkiv som sträcker sig från 1883-1967 återfinns på musikverket.

## Verklista
Sällskapet gav under perioden 1886–1964 ut 71 häften. Fördjupningsartikeln innehåller en fullständig förteckning.